# NGC 2701
NGC 2701 ist eine Balken-Spiralgalaxie vom Hubble-Typ SBc im Sternbild Großer Bär am Nordsternhimmel. Sie ist schätzungsweise 106 Millionen Lichtjahre von der Milchstraße entfernt und hat einen Durchmesser von etwa 70.000 Lichtjahren. 
Das Objekt wurde am 18. März 1790 von Wilhelm Herschel entdeckt.